# POP3
A Post Office Protocol version 3 (POP3) alkalmazás szintű protokoll, melynek segítségével az e-mail kliensek egy meglévő TCP/IP kapcsolaton keresztül letölthetik az elektronikus leveleket a kiszolgálóról.
A jelenleg használatos harmadik változat (version 3) elődjei a POP, illetve POP2 változatok.

## Működési elve
A protokollra eredetileg az időszakosan létrejövő TCP/IP kapcsolatok (például dial-up) miatt volt szükség, ugyanis lehetővé teszi a kapcsolódás korlátozott ideje alatt a levelek kezelését a felhasználó gépén, úgy, hogy a levelek összességében akár a szerveren is maradhatnak. A leveleket azután helyben lehet olvasni, szerkeszteni, tárolni stb. A POP3 protokoll kizárólag a levelek letöltésére alkalmas; küldésükre az SMTP protokoll szolgál.

## Eltérések az IMAP-hez képest
A POP3 és az IMAP4 protokoll közötti lényeges különbség a levelek kezelési elvében mutatkozik. Az IMAP segítségével a levelező kliens kapcsolódik a kiszolgálóhoz, és közvetlenül azon manipulálja a leveleket. Ugyanakkor a POP3 protokoll esetében a kiszolgáló csak addig tárolja a levelet, amíg a felhasználó le nem tölti onnan. A két módszer közötti filozófiai eltérést kell leginkább szem előtt tartanunk, mivel mindkét protokoll esetében lehetőség van a másikhoz hasonlatos működés megvalósítására: POP3 használatakor a letöltött leveleket nem feltétlenül kell letörölni a szerverről; IMAP esetén pedig a levelek ideiglenesen a felhasználó gépén tárolódnak, és akár offline is olvashatók maradnak.